# Bartın (province)
La province de Bartın est une des 81 provinces (en turc : il, au singulier, et iller au pluriel) de la Turquie.
Elle a été créée en 1991 par scission de la province de Zonguldak.
Sa préfecture (en turc : valiliği) se trouve dans la ville éponyme de Bartın.

## Géographie
Sa superficie est de 2 140 km2.
Elle est entourée par les provinces de Zonguldak (ouest), Karabük (sud) et Kastamonu (est). Au nord, la province a une façade sur la mer Noire.

## Population
En 2018, la province était peuplée de 198 999 habitants, soit une densité de population de 96 hab./km2.
| 2000    | 2001    | 2002    | 2003    | 2004    | 2005    | 2006    | 2007    | 2008    |
| ------- | ------- | ------- | ------- | ------- | ------- | ------- | ------- | ------- |
| 175 982 | 177 060 | 177 903 | 178 678 | 179 519 | 180 401 | 181 300 | 182 131 | 185 368 |

| 2009    | 2010    | 2011    | 2012    | 2013    | 2014    | 2015    | 2016    | 2017    |
| ------- | ------- | ------- | ------- | ------- | ------- | ------- | ------- | ------- |
| 188 449 | 187 758 | 187 291 | 188 436 | 189 139 | 189 405 | 190 708 | 192 389 | 193 577 |

| 2018    | 2019    | 2020    | 2021    | 2022    | 2023    | - | - | - |
| ------- | ------- | ------- | ------- | ------- | ------- | - | - | - |
| 198 999 | 198 249 | 198 979 | 201 711 | 203 351 | 207 238 | - | - | - |

## Administration
La province est administrée par un préfet (en turc : vali).

## Subdivisions
La province est divisée en 4 districts (en turc : ilçe, au singulier) : Bartın, Amasra, Kurucaşile et Ulus.